# Ralstonia metallidurans
Ralstonia metallidurans (CH34) – znane też pod nazwami Ralstonia eutropha i Alcaligenes eutrophus to bakterie Gram-ujemne pałeczkowate, mogące żyć i rozwijać się w roztworach silnie metalicznych (toksycznych dla większości mikroorganizmów). Badania australijskich uczonych, dowiodły doświadczalnie, iż bakterie te odgrywają kluczową rolę w formowaniu się samorodków złota wprost z roztworu wodnego. Obecnie, dzięki zdolnościom bakterii, opracowywane są metody szybkiego pozyskiwania złota z wód kopalnianych.